# Reinhard Kaiser-Mühlecker
Reinhard Kaiser-Mühlecker (né le 10 décembre 1982 à Kirchdorf an der Krems) est un écrivain autrichien.

## Biographie
Reinhard Kaiser-Mühlecker a grandi à Eberstalzell (Haute-Autriche). De 2003 à 2007, il a étudié notamment l'agriculture, l'histoire et le développement international à Vienne. 

## Œuvres romanesques
- Der lange Gang über die Stationen (2008)
- Magdalenaberg (2009)
- Wiedersehen in Fiumicino (2011)
- Roter Flieder (2012), traduit en français par Olivier Le Lay, Lilas rouge, Verdier, 2021, 698 pages  (ISBN 978-2-37-856-094-2)[1],[2]
- Schwarzer Flieder (2014), traduit en français par Olivier Le Lay, Lilas noir, Verdier, 2023,  (ISBN 978-2-37-856-166-6), 286 pages [3]
- Fremde Seele, dunkler Wald (2016), sélectionné parmi les finalistes du prix du livre allemand.
- Enteignung (2019)
- Wilderer (2022), traduit en français par Olivier Le Lay, Braconnages, Gallimard, 2024,  (ISBN 9782072998584), 368 pages [4]

### Sources
- (de) Cet article est partiellement ou en totalité issu de l’article de Wikipédia en allemand intitulé « Reinhard Kaiser-Mühlecker » (voir la liste des auteurs).